# Sake (république démocratique du Congo)
Pour les articles homonymes, voir Sake.
Sake est une localité du territoire de Masisi dans la province du Nord-Kivu en république démocratique du Congo. La ville se situe à 20 km à l'ouest de Goma et 7 km au nord de Kirotshe sur le lac Kivu.
Sake est traversé par la route nationale 2, reliant la ville à Kirotshe et Goma. La RPI529 relie la localité avec Masisi et Walikale ; et la RPI530 avec Mweso.
La végétation dans les alentours de Sake est de type savane herbeuse. Plusieurs monts calcaires entourent Sake : Mushekera, Murambi, Chanzale, Male, Kanyachoa, Shebuseke.

## Géographie
Avant l'éruption du volcan Nyamulagira, situé à 30 km au nord de la ville, en 1938-1939, Sake était un port dont la baie a été fermée par les coulées de lave provoquées par cette éruption. Le trafic lacustre s'est alors déplacé vers Kirotshe située à trois kilomètres au sud de Sake sur les rives du Lac Kivu.   

## Histoire
Sake a abrité des réfugiés rwandais dans les années 1990, et près de 20 000 réfugiés de Goma en 2002 à la suite de l'éruption du Nyiragongo. En août 2006, une bataille entre les troupes de Laurent Nkunda et les Forces armées de la république démocratique du Congo (FARDC) lors de la guerre du Kivu a conduit à la fuite de 15 000 à 20 000 personnes.
Le 26 novembre 2006, la ville est prise par les forces armées de Laurent Nkunda.[réf. nécessaire] Un jour plus tard, les FARDC et la Mission de l'Organisation des Nations unies en république démocratique du Congo (MONUC) reprennent le contrôle de la ville.
Le 21 novembre 2012, le mouvement du 23 mars (M23), après avoir conquis la veille la ville de Goma, chef-lieu de la province du Nord Kivu, prend le contrôle de Sake, sans rencontrer aucune résistance. Le 22 novembre 2012, une contre offensive est initiée par les FARDC épaulés par un milice Maï-Maï locale, l'Alliance des patriotes pour un Congo libre et souverain (APCLS), qui déloge temporairement les rebelles de Sake, mais dans les heures qui suivent, le M23 lance un nouvel assaut et reprend possession de la localité, forçant les troupes loyalistes à se replier dans le sud vers Minova. Ces combats ont provoqué la fuite de milliers de civils en direction du camp de réfugiés de Mugunga, dans les environs de Goma,. Aux termes d'une médiation des pays des Grands Lacs, le M23 accepte de se retirer de Sake et le 30 novembre 2012, un millier de miliciens du M23 partent de Sake,. Le jour suivant, des miliciens du Maï-Maï Nyatura (de) occupent la ville.
La situation sécuritaire se détériore de nouveau à partir d'octobre 2023 quand le M23 lance une nouvelle offensive. La MONUSCO, nouvelle dénomination de la MONUC depuis 2010, considère que Sake et Goma sont des cibles du M23 et met en place une opération conjointe nommée Springbok avec les FARDC pour protéger ces deux villes,.
Le 13 février 2024 un tir d'obus à Sake, attribué aux rebelles du M23 par les autorités congolaises, a provoqué la mort de trois civils et des blessures chez une dizaine d'entre eux. Beaucoup d'habitants se sont alors réfugiés à Goma.
Le 23 janvier 2025 les troupes du M23 sont à nouveau entrées dans la ville de Sake. Des bombardements ont eu lieu et la population locale est prise en étau entre les rebelles et les forces de l'armée congolaise. Sake est un verrou stratégique sur la route de Goma, la capitale provinciale du Nord-Kivu, qui est l'objectif suivant du M23.